# Сара Юневік
Сара Юневік (швед. Sara Junevik, 14 лютого 2000) — шведська плавчиня.
Учасниця Олімпійських Ігор 2020 року.
Чемпіонка Європи з плавання на короткій воді 2017 року.